# Villaines-la-Gonais
Villaines-la-Gonais is een gemeente in het Franse departement Sarthe (regio Pays de la Loire) en telt 488 inwoners (2005). De plaats maakt deel uit van het arrondissement Mamers.

## Geografie
De oppervlakte van Villaines-la-Gonais bedraagt 10,4 km², de bevolkingsdichtheid is 46,9 inwoners per km².
De onderstaande kaart toont de ligging van Villaines-la-Gonais met de belangrijkste infrastructuur en aangrenzende gemeenten.

## Demografie
Onderstaande figuur toont het verloop van het inwonertal (bron: INSEE-tellingen).

## Externe links

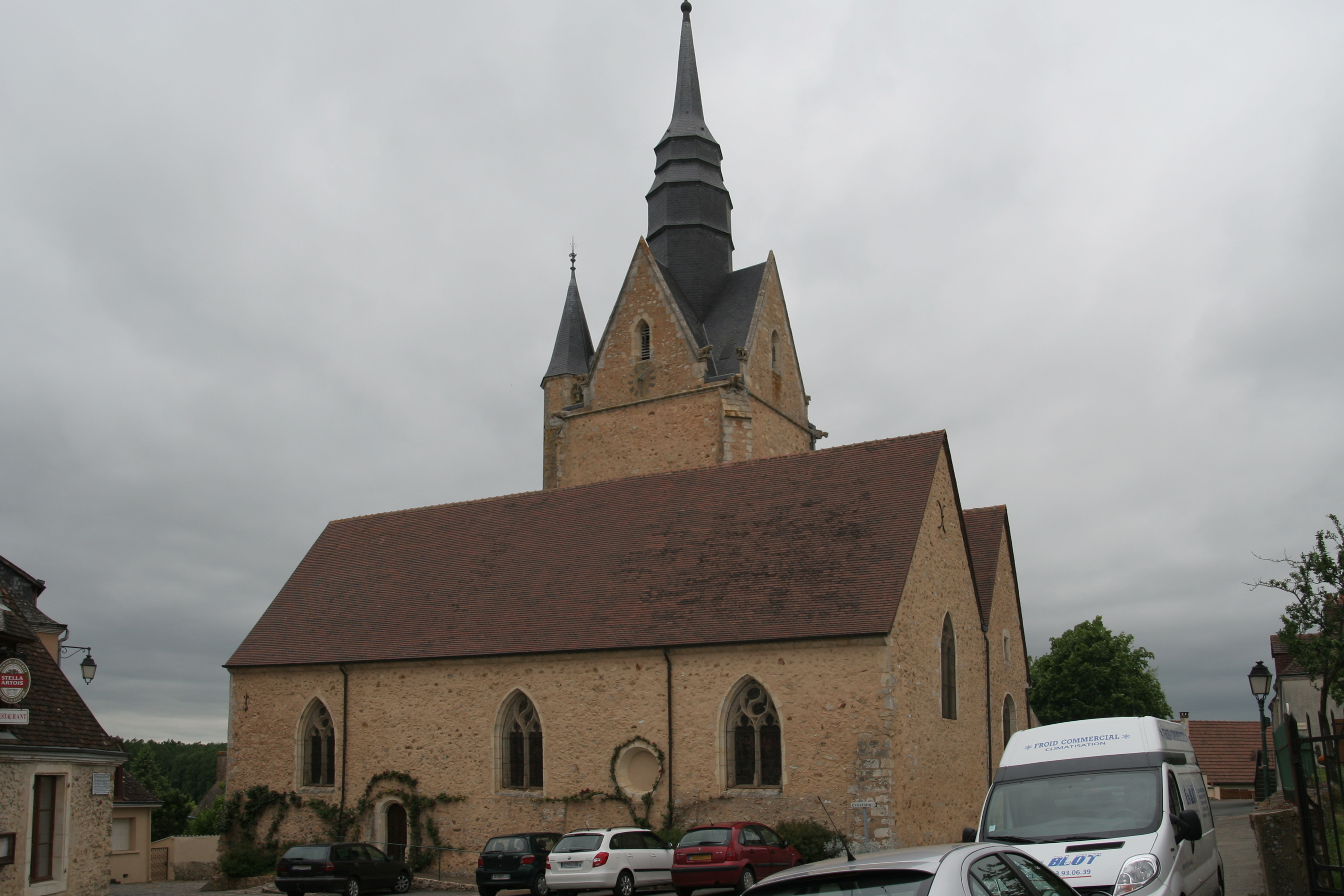
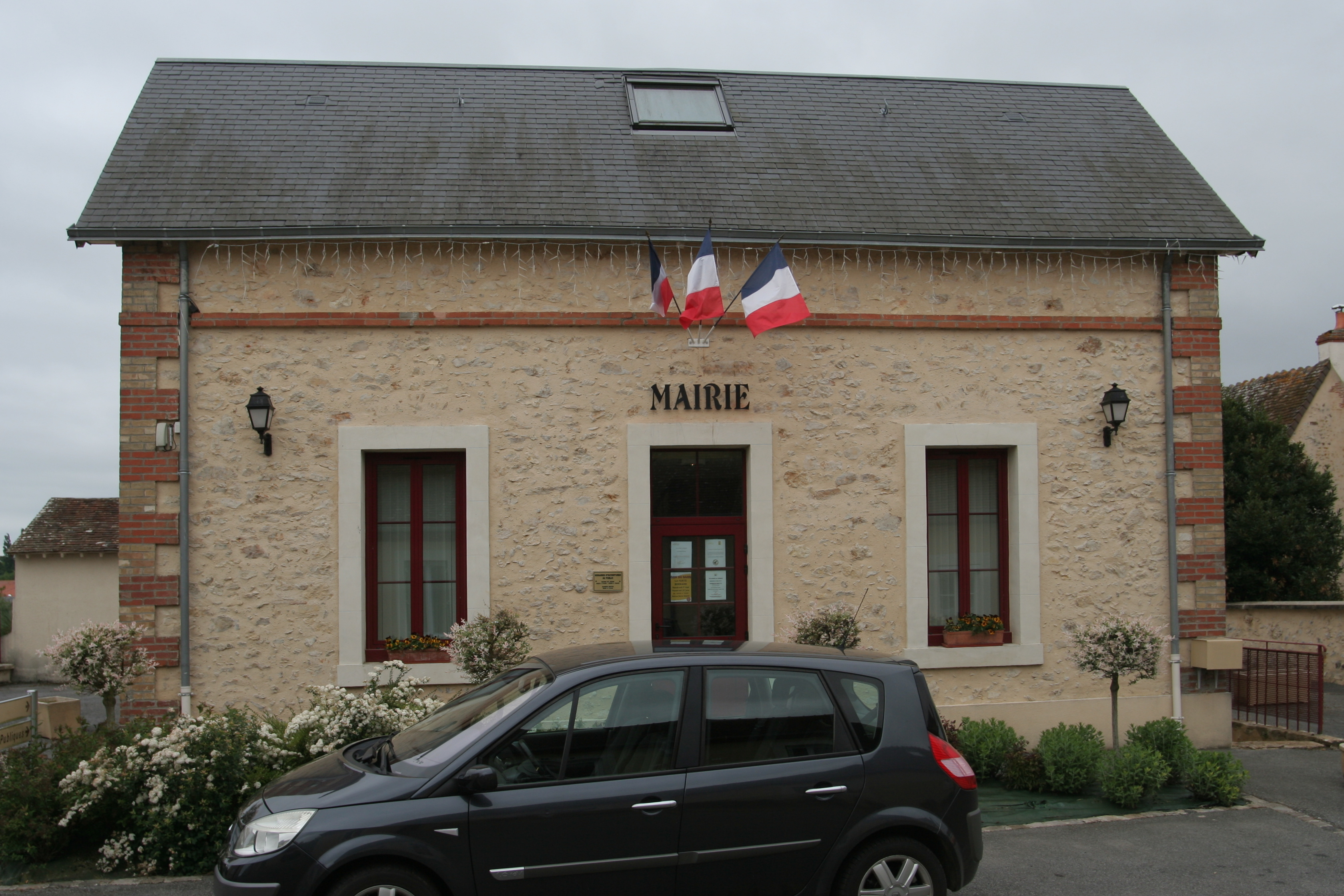